# چرمشانکا (سرزمین آلتای)
چرمشانکا (به لاتین: Cheremshanka) یک منطقهٔ مسکونی در روسیه است که در سرزمین آلتای واقع شده‌است.